# رودني روجرز
رودني روجرز (بالإنجليزية: Rodney Rogers)‏ مواليد 20 يونيو 1971 في درم، هو لاعب كرة سلة أمريكي معتزل بدأ مسيرته الاحترافية في سنة 1993. تم اختياره من قبل فريق دنفر ناغتس خلال الدرافت وحمل الرقم 54. يبلغ طوله 6 قدم 7 بوصة (2.0 م). حقق المركز الأول في الألعاب الجامعية الصيفية 1991. اعتزل اللعب في 2005. أحرز خلال مسيرته في الإن بي إيه 9468 نقطة بمعدل 10.9 نقاط في المباراة الواحدة.

## المسيرة الاحترافية
لعب مع دنفر ناغتس من سنة 1993 إلى 1995، ثم لعب مع لوس أنجلوس كليبرز من سنة 1995 إلى 1999، ثم لعب مع فينيكس صنز من سنة 1999 إلى 2002، ثم لعب مع بوسطن سيلتكس في سنة 2002، ثم لعب مع بروكلين نتس من سنة 2002 إلى 2004، ثم لعب مع نيو أورلينز بيليكانز في موسم 2004–2005، ثم لعب مع فيلادلفيا سفنتي سيكسرز في سنة 2005.

## الميداليات
| الميدالية | المسابقة                      |
| --------- | ----------------------------- |
| ذهبية     | الألعاب الجامعية الصيفية 1991 |

## روابط خارجية
- رودني روجرز على موقع IMDb (الإنجليزية)
- رودني روجرز على موقع إن بي أي (الإنجليزية)
- رودني روجرز على موقع سبورتس رفرنس (الإنجليزية)
- رودني روجرز على موقع كرة السلة الأوروبية.كوم (الإنجليزية)
- رودني روجرز على موقع كلية كرة السلة في سبورتس رفرنس.كوم (الإنجليزية)
- رودني روجرز على موقع ريلجم (الإنجليزية)
- رودني روجرز على موقع بروبوليرز (الإنجليزية)
- رودني روجرز على موقع قاعة كارولاينا الشمالية للمشاهير الرياضية (الإنجليزية)